# Paseo del Prado (Madrid)
De Paseo del Prado is een brede boulevard in het centrum van de Spaanse hoofdstad Madrid. Aan de straat ligt een aantal musea, waaronder het Museo del Prado, dat vernoemd is naar de straat. De boulevard kreeg in 1999 nationale monumentstatus als Bien de Interés Cultural. Sinds 2021 staat de Paseo del Prado op de UNESCO-Werelderfgoedlijst, samen met het Parque del Buen Retiro.
De Paseo del Prado is een drukke verkeersader bestaande uit twee vierstrookswegen, gescheiden door een brede promenade met bomen. De boulevard vormt het zuidelijk deel van de noord-zuidelijke hoofdroute door het centrum van Madrid. Van het plein Plaza del Emperador Carlos V, dat voor het treinstation Atocha ligt, loopt de straat in noordelijke richting naar het plein Plaza de Cibeles. Ten noorden van dit plein gaat de hoofdroute verder als de Paseo de Recoletos.
De straat wordt gemarkeerd door drie 18e-eeuwse fonteinen: de fontein van Cybele op het Plaza de Cibeles aan het noordelijke einde, de fontein van Neptunus op Plaza de Cánovas del Castillo, halverwege de boulevard, en de fontein van Apollo op Plaza del Emperador Carlos V, aan het zuidelijk einde van de straat. Langs de straat zelf staan nog eens vier fonteinen, in de volksmond Las Cuatro Fuentes ("de vier munten") genoemd. Deze fonteinen beelden ieder een zeemeerman of zeemeermin met een dolfijn af.
Aan het zuidelijk einde van de boulevard, op Plaza del Emperador Carlos V, is een ingang van metrostation Atocha.
De Koninklijke botanische tuin van Madrid ligt aan de Paseo del Prado, naast het Pradomuseum.

## Geschiedenis

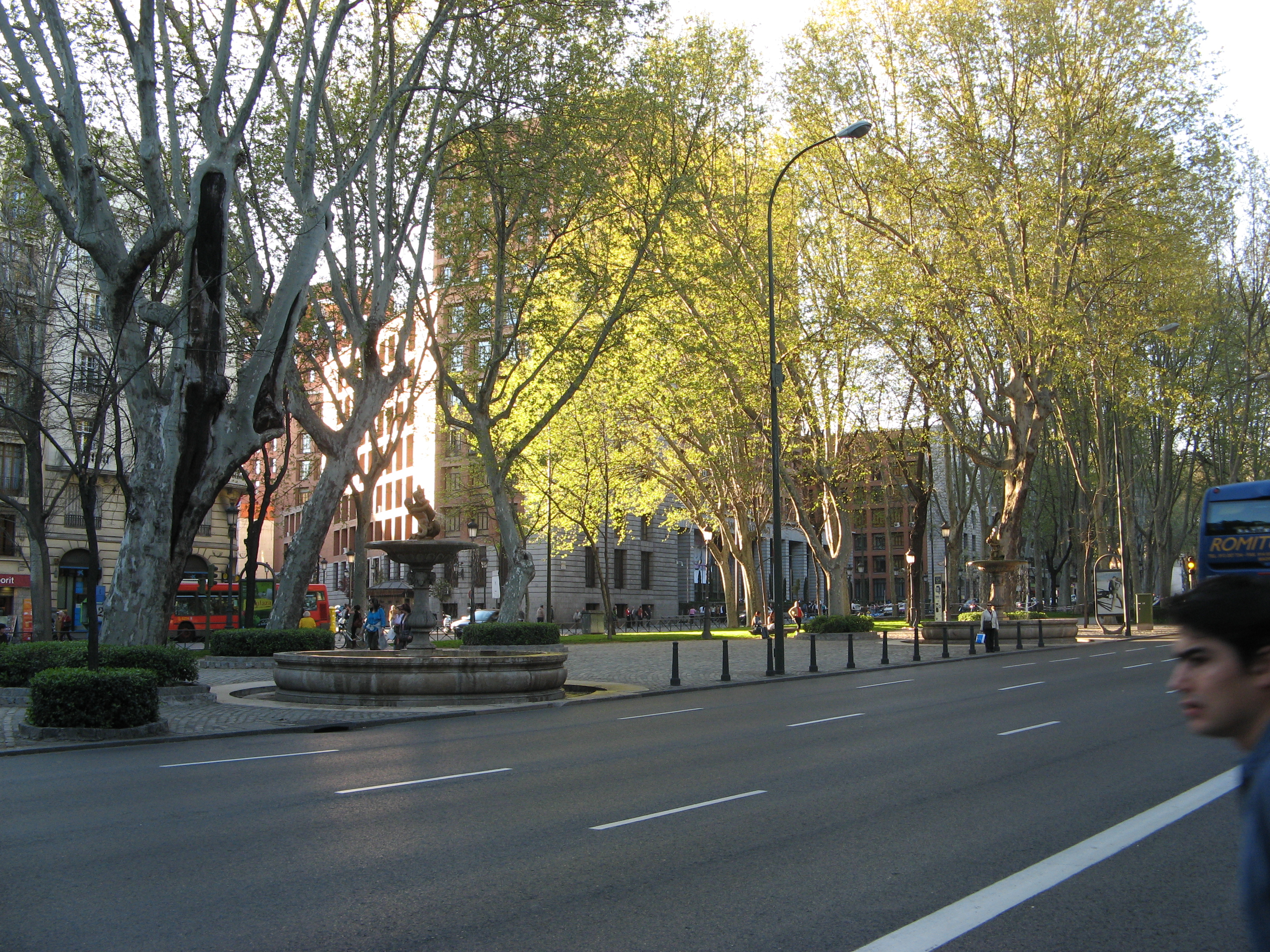
Paseo del Prado

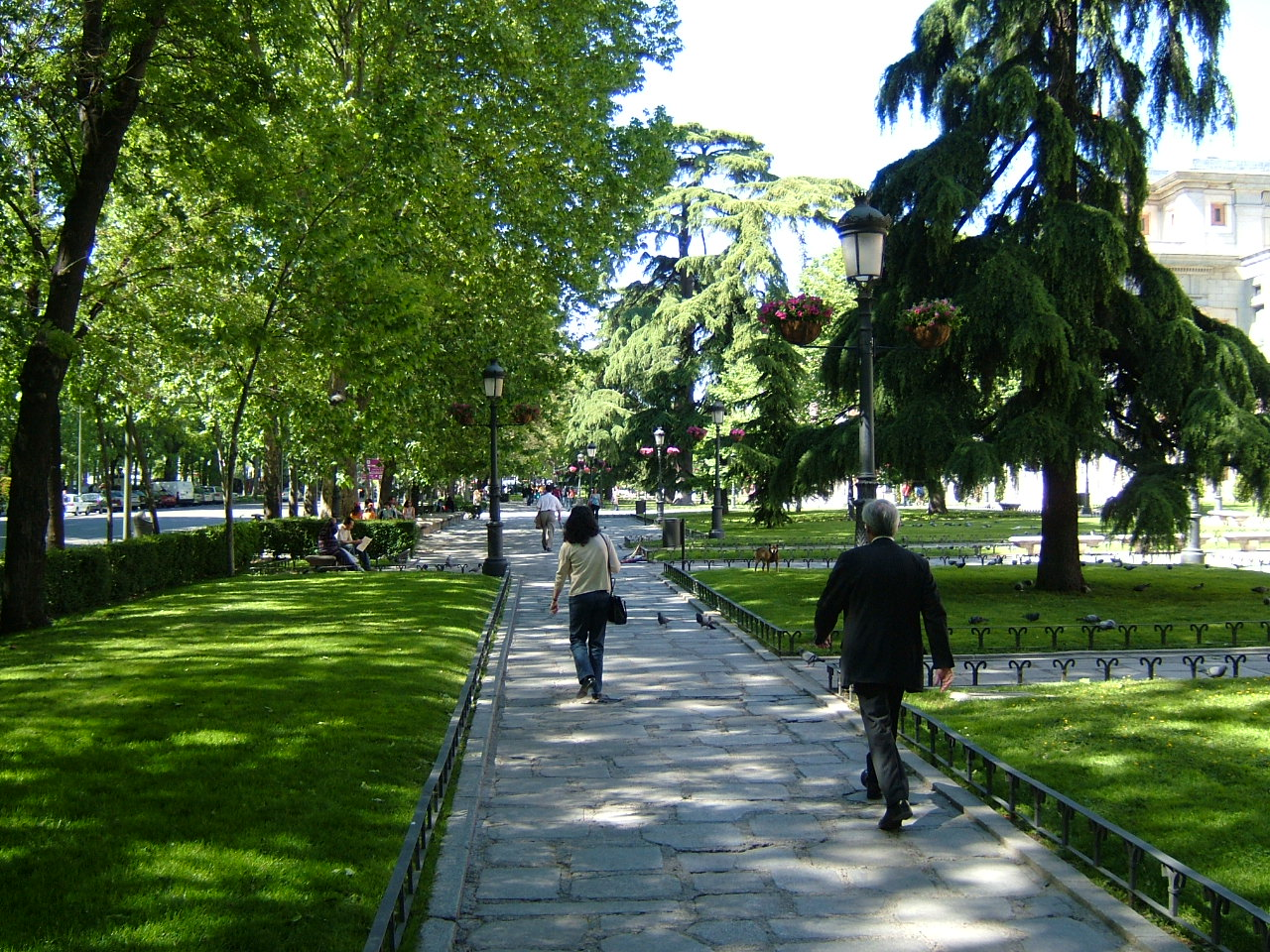
Paseo del Prado

De oorsprong van de huidige boulevard was het grasveld Prado de los Jerónimos rond het klooster van San Jerónimo el Real, dat in de middeleeuwen de oostelijke stadsgrens markeerde. Samen met de nabijgelegen grasvelden Prado de los Recoletos Agustinos en Prado de Atocha werd dit wandelgebied de Prado Viejo genoemd.
In de 16e eeuw, tijdens de regeerperiode van koning Filips II, werd een koetspad met een rij bomen door de Prado Viejo angelegd. Begin 17e eeuw werd op initiatief van Filips IV een groot paleiscomplex naast het klooster van San Jerónimo el Real gebouwd als koninklijk lusthof. Van dit Palacio del Buen Retiro zijn nog enkele overblijfselen, waaronder het park Parque del Buen Retiro en het gebouw Casón del Buen Retiro (in gebruik door het Pradomuseum).
Tijdens de regeerperiode van Karel III, in de 18e eeuw, werd de in verval geraakte Prado Viejo overgevormd tot de Salon del Prado, een chique boulevard met tuinen en fonteinen. De architect José de Hermosilla ontwierp het plan met de drie grote fonteinen op drie rotondes.
In 2002 won de Portugese architect Álvaro Siza een internationale prijsvraag om de Paseo del Prado en Paseo del Recoletos opnieuw in te richten, met meer ruimte voor groen en voetgangersgebieden. Het project is echter herhaaldelijk uitgesteld en anno 2011 nog steeds niet van start gegaan.

## Gebouwen
Aan de straat staan een aantal belangrijke gebouwen:

### Musea en kunstgalerieën
- Museo del Prado
- Museo Thyssen-Bornemisza
- CaixaForum Madrid, met verticale tuin langs de gevel
- Museo Naval (scheepvaartmuseum)

### Andere gebouwen
- Palacio de Comunicaciones, het stadhuis
- Beurs van Madrid
- Banco de España (centrale bank van Spanje)

## Afbeeldingen

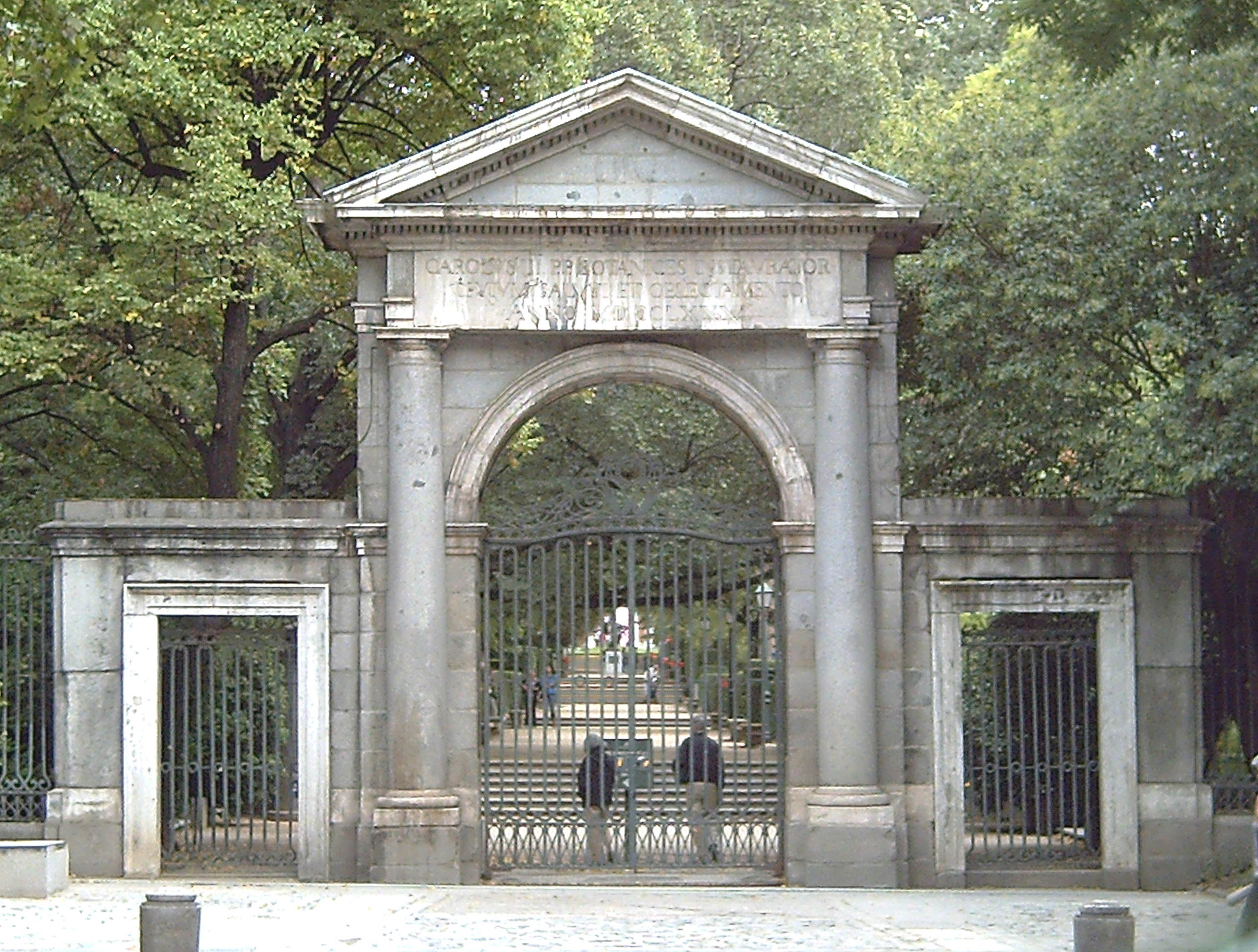
De Puerta Real ("Koninklijke Poort"), die toegang geeft tot de Koninklijke botanische tuin van Madrid
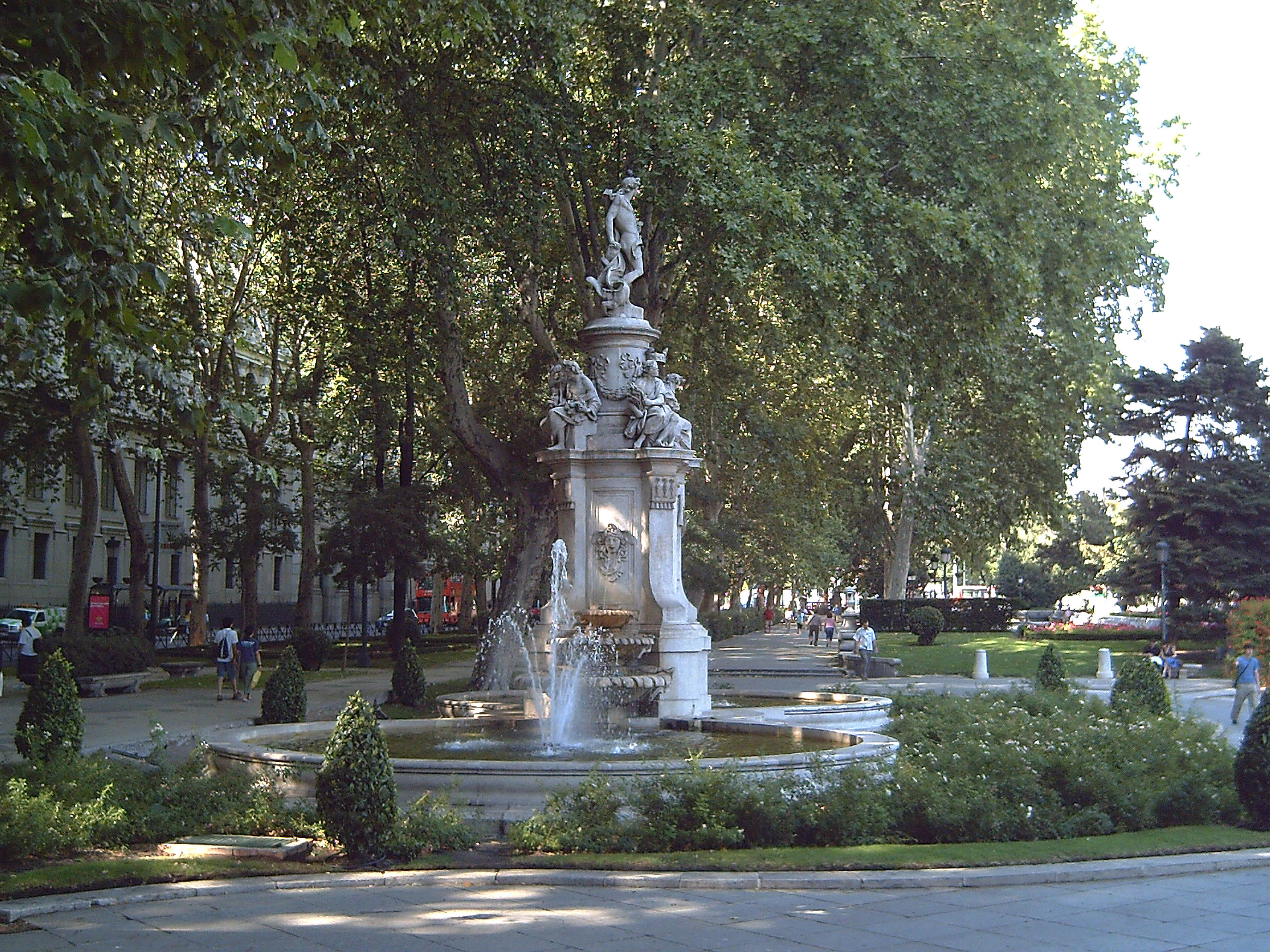
De fontein van Apollo
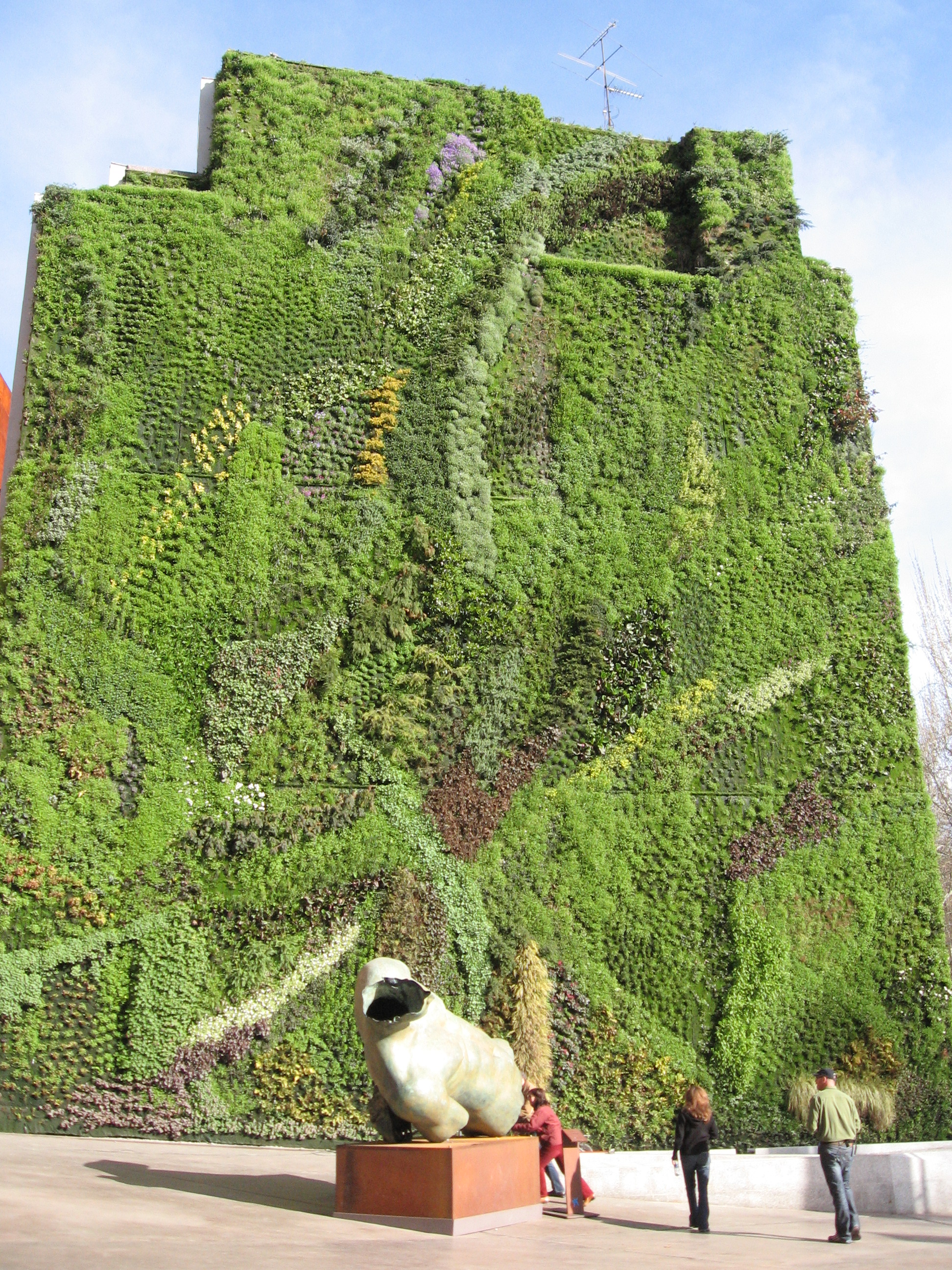
Verticale tuin langs de gevel van CaixaForum Madrid

Alhambra, Generalife en Albaicín, Granada ·
Kathedraal van Burgos ·
Historisch centrum van Córdoba ·
Klooster en plaats van het Escorial, Madrid ·
Werken van Gaudí ·
Grot van Altamira en de paleolithische grotkunst van Noord-Spanje ·
Monumenten van Oviedo en het koninkrijk Asturië ·
Oude stad Ávila met de Kerken-buiten-de-Muren ·
Oude stad Segovia en aquaduct ·
Santiago de Compostella (oude stad) ·
Nationaal park Garajonay ·
Historische stad Toledo ·
Mudéjararchitectuur van Aragón ·
Oude stad Cáceres ·
Kathedraal, Alcázar en Archivo General de Indias in Sevilla ·
Oude stad Salamanca ·
Klooster van Poblet ·
Archeologisch ensemble van Mérida ·
Pelgrimsroute naar Santiago de Compostella ·
Koninklijk klooster van Santa Maria de Guadalupe ·
Nationaal park Doñana ·
Historische ommuurde stad Cuenca ·
La Lonja de la Seda van Valencia ·
Las Médulas ·
Palau de la Música Catalana en Hospital de Sant Pau, Barcelona ·
Monte Perdido ·
Kloosters van San Millán Yuso en Suso ·
Prehistorische rotskunst in de Coa Vallei en de Siega Verde ·
Rotskunst van het Middellandse Zeebekken op het Iberisch Schiereiland ·
Universiteit en historische parochie van Alcalá de Henares ·
Ibiza, biodiversiteit en cultuur ·
San Cristóbal de La Laguna ·
Archeologisch ensemble van Tarraco ·
Archeologisch Atapuerca ·
Catalaanse romaanse kerken van de Vall de Boí ·
Palmeral van Elche ·
Romeinse muur van Lugo ·
Cultuurlandschap van Aranjuez ·
Monumentale renaissance-ensembles van Úbeda en Baeza ·
Vizcayabrug ·
Oude en voorhistorische beukenbossen van de Karpaten en andere regio's van Europa ·
Nationaal park El Teide ·
Herculestoren ·
Cultuurlandschap van de Serra de Tramuntana ·
Erfgoed van kwik. Almadén en Idrija ·
Dolmens van Antequera ·
Kalifaatstad Medina Azahara ·
Cultuurlandschap van de Risco Caído en de heilige bergen van Gran Canaria  ·
Paseo del Prado en Parque del Buen Retiro, een landschap van kunst en wetenschap